# Reighardiidae
Reighardiidae is een familie van kreeftachtigen uit de klasse van de Ichthyostraca.

## Geslachten
- Hispania Martínez, Criado-Fornelio, Lanzarot, Fernández-García, Rodríguez-Caabeiro & Merino, 2004
- Reighardia Ward, 1899